# Biserica reformată din Domoșu

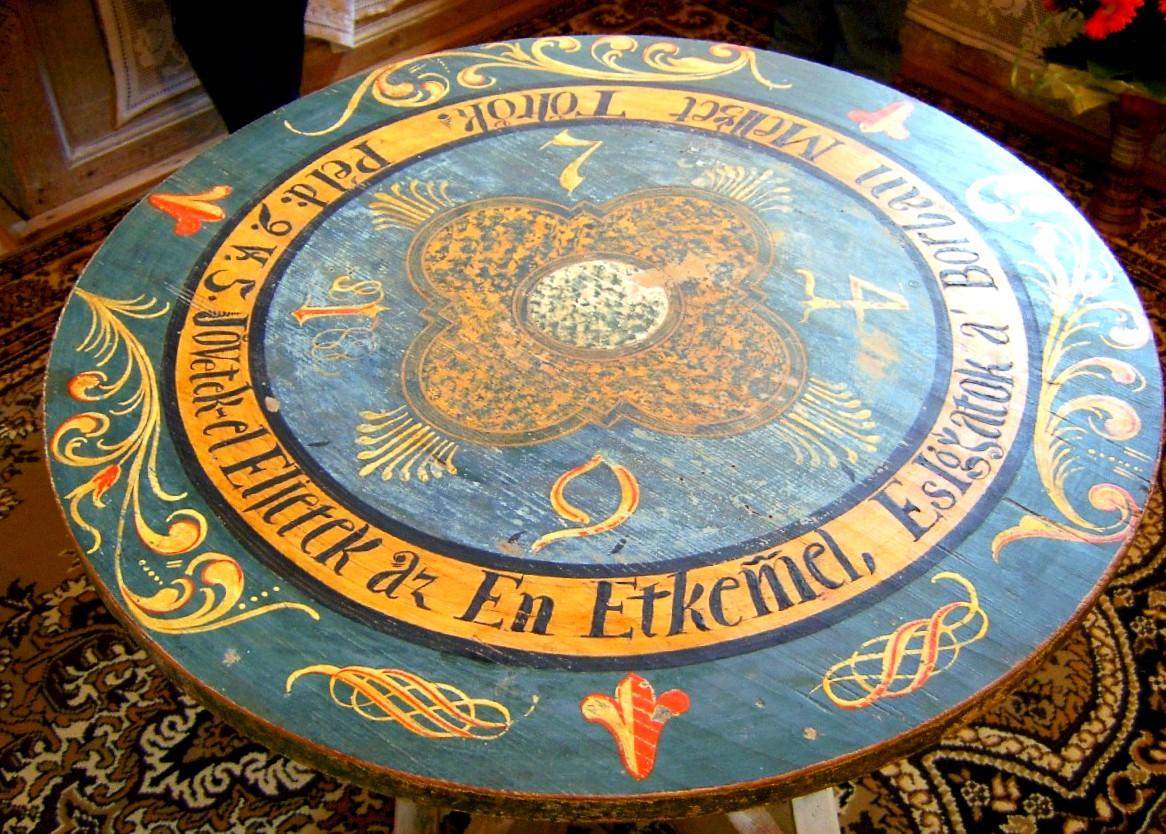
Masa Domnului confecționată de Lorenz Umling cel Bătrân

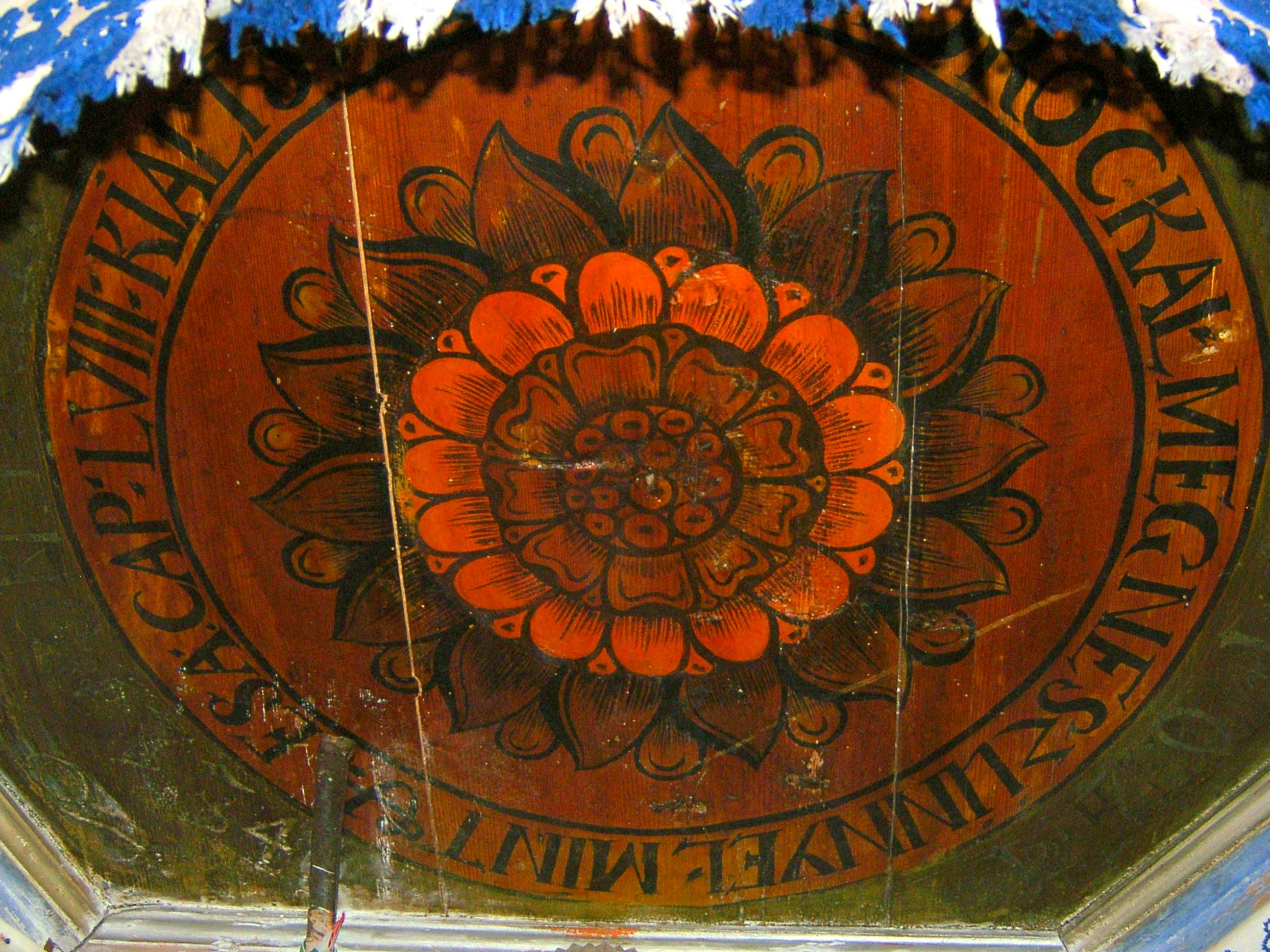
Coroana amvonului pictată de Lorenz Umling cel Bătrân în 1774

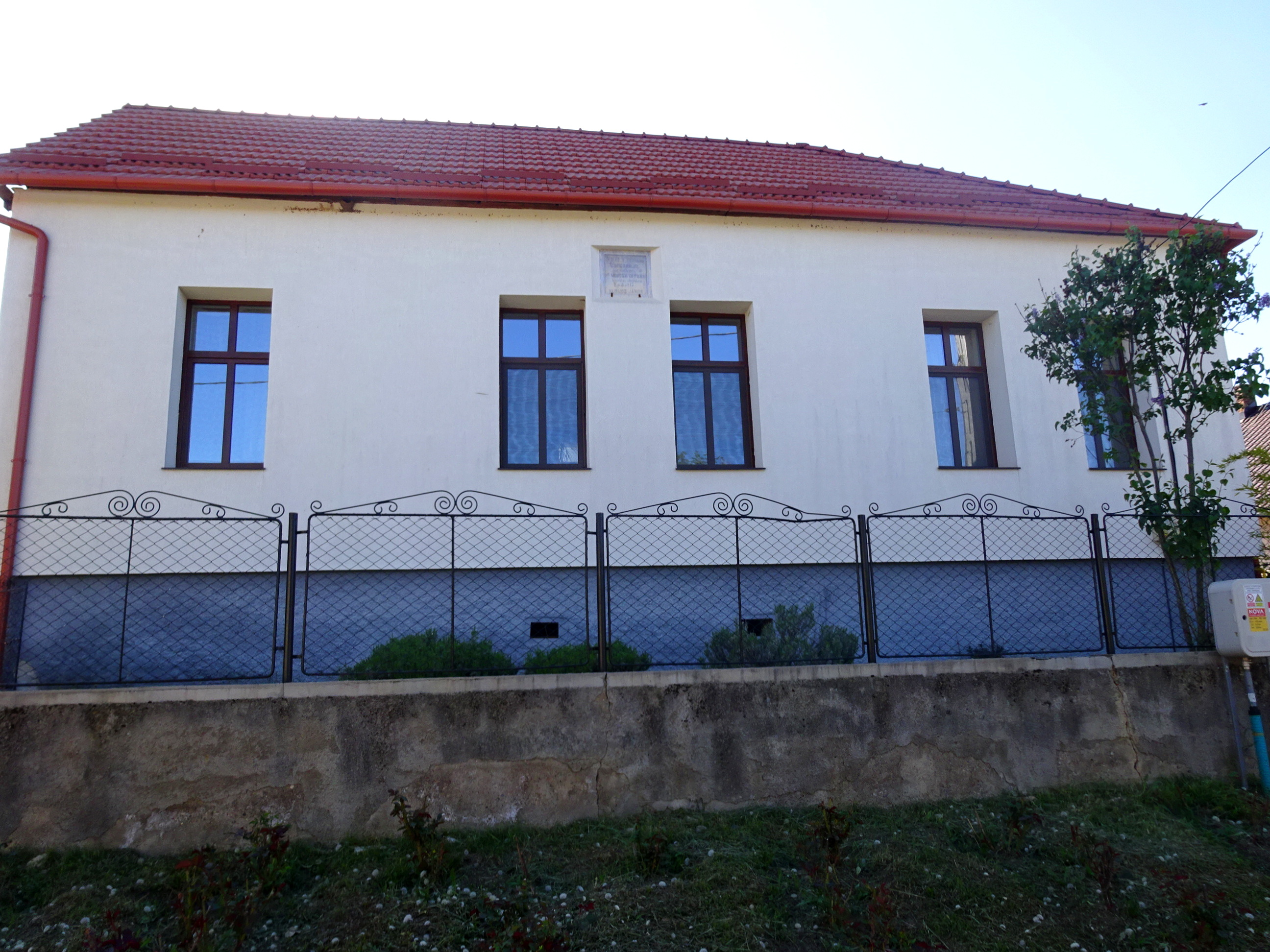
Casa parohială reformată

Biserica reformată din Domoșu este un monument istoric aflat pe teritoriul satului Domoșu, comuna Sâncraiu, județul Cluj. În Repertoriul Arheologic Național, monumentul apare cu codul 59470.02

## Localitatea
Domoșu (în maghiară Kalotadamos, în germană Damesch, Danmisch) este un sat în comuna Sâncraiu din județul Cluj, Transilvania, România. Prima menționare documentară este din anul 1408 cu denumirea Villa Damus.

## Istoric
Nu se cunoaște exact momentul construirii bisericii, probabil în secolele XIII-XIV. Unele trăsături stilistice care s-au păstrat (sanctuarul închis cu trei laturi ale unui octogon, zidul sanctuarului, poarta de vest de sub turn) o încadrează perioadei gotice.
Prima mențiune documentară a bisericii este din anul 1701 când s-au făcut lucrări ample de reparații, iar turnul de lemn a fost înlocuit cu unul din piatră. Coroana amvonului datează din aceeași perioadă.
În 1746 meșterul tâmplar sas Lorenz Umling din Cluj a realizat Masa Domnului, ușa intrării de pe latura de sud și a reparat amvonul.
În 1753 a lucrat din nou în biserică: a renovat galeria din partea de vest, a pictat parapetul scării care duce spre galerie pe care se întâlnesc motivele florale din opera lui și a confecționat băncile din biserică.
În 1774 Umling, alături de fiul lui, au confecționat tavanul casetat al navei, format din 41 de casete, și pe cel al sanctuarului, constituit din 40 de casete, a realizat galeria din partea de est, a pictat coroana amvonului și a reînnoit băncile.
Orga bisericii este opera unui constructor necunoscut în anul 1813. Bucățile din parapetul galeriei care au fost înlăturate la instalarea ei se păstrează la Muzeul de Etnografie din Budapesta.
Clopotul din turn a fost confecționat în anul 1872 în atelierul lui János Andrásovszky din Cluj.

## Imagini

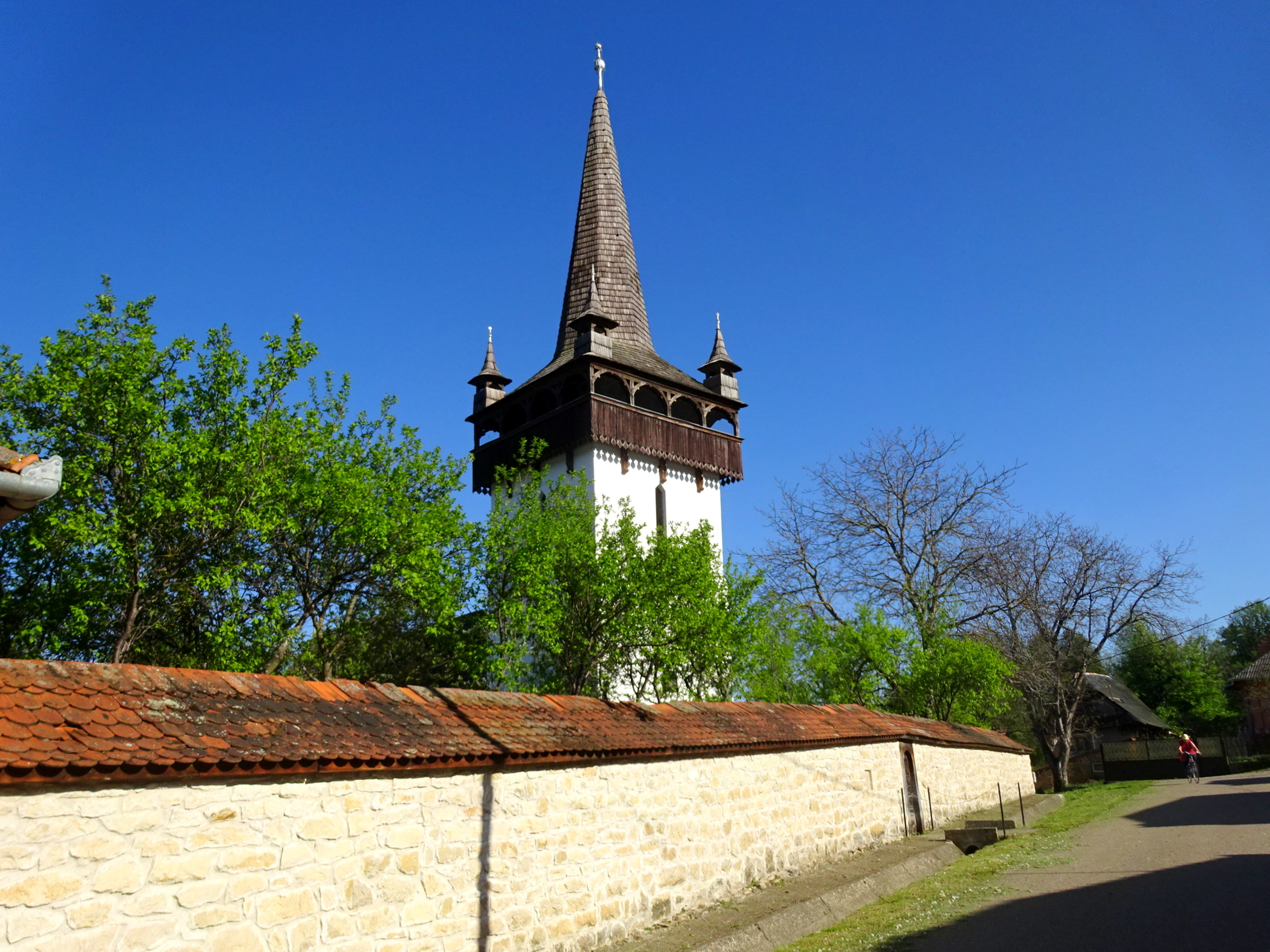
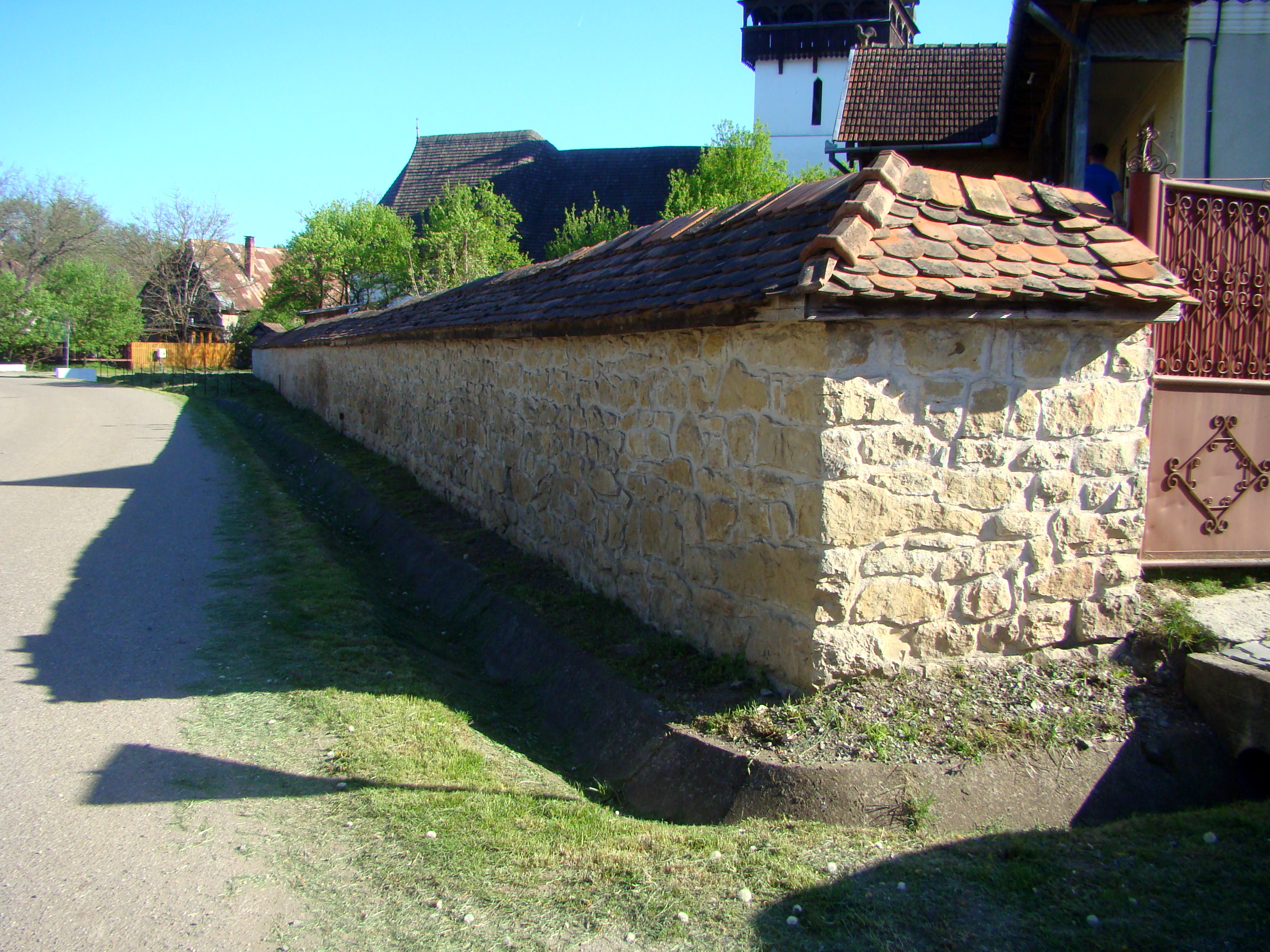
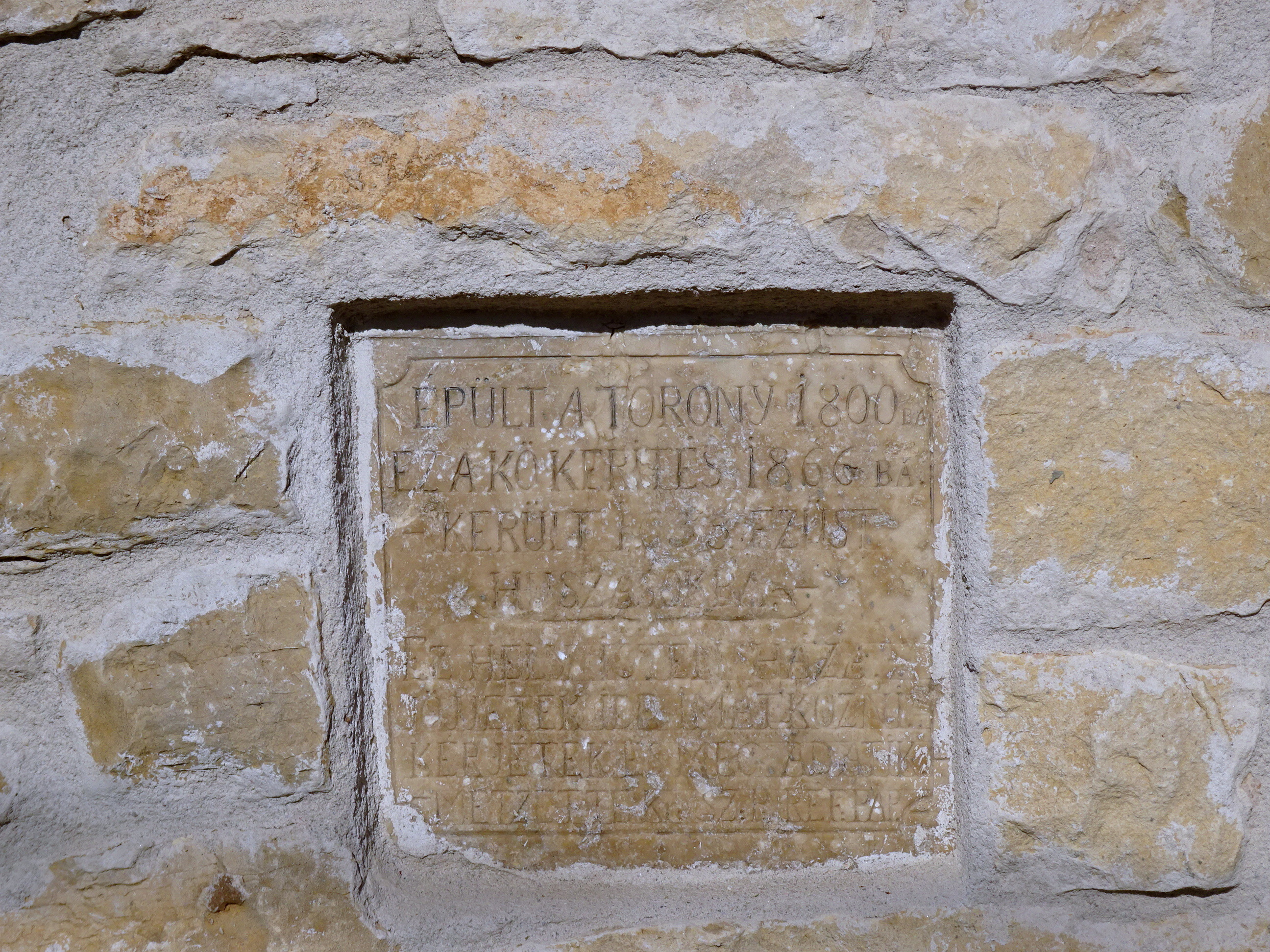
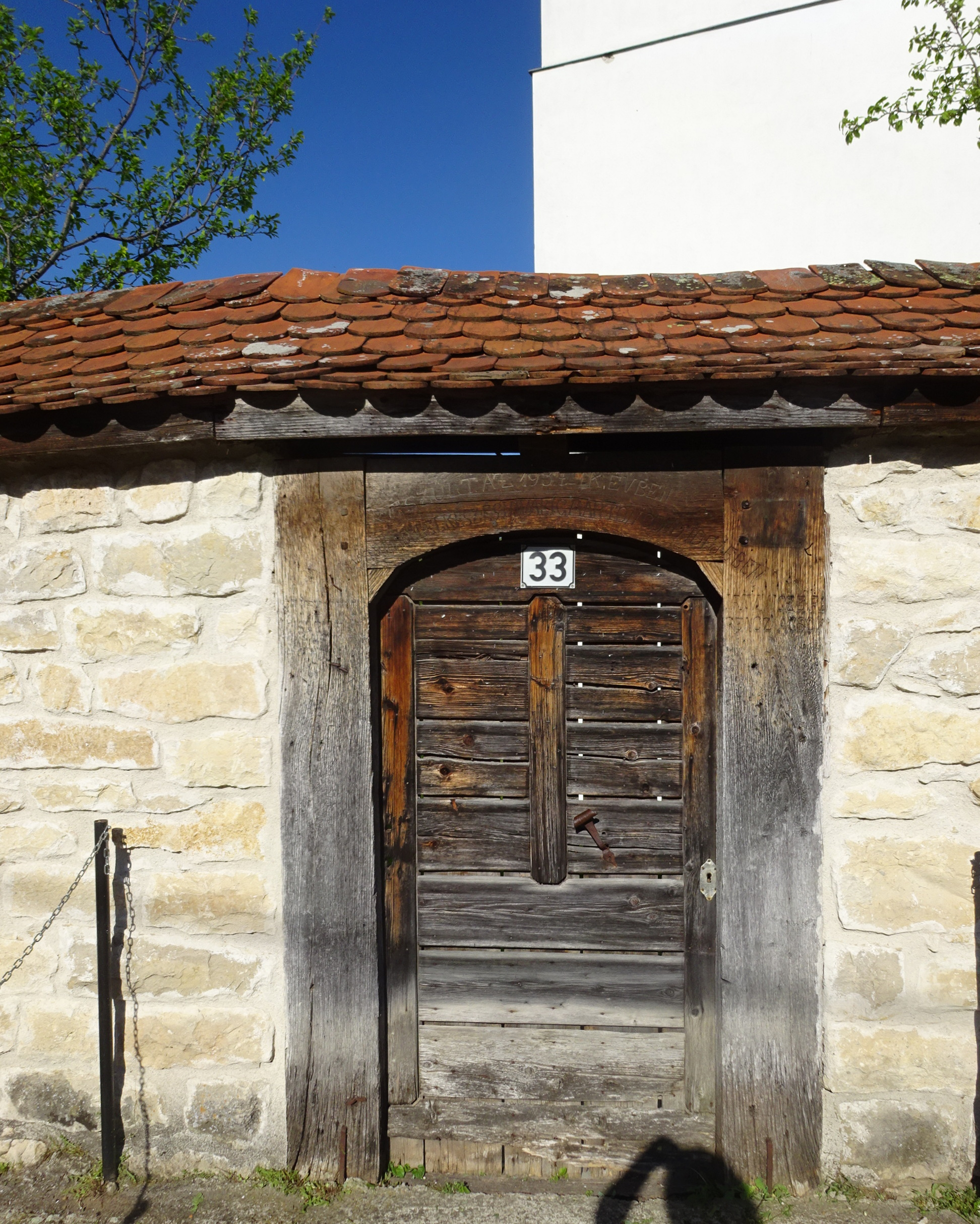
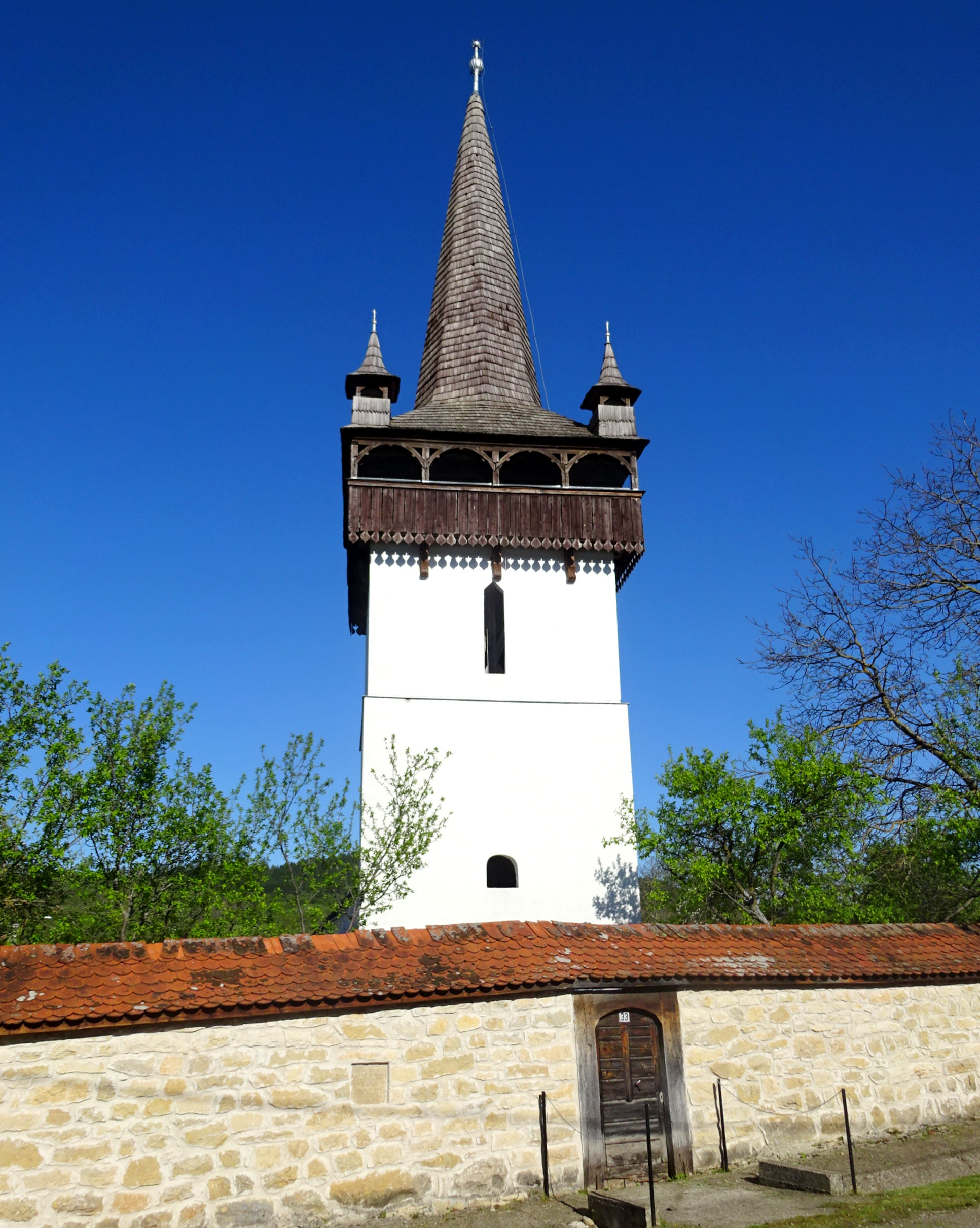
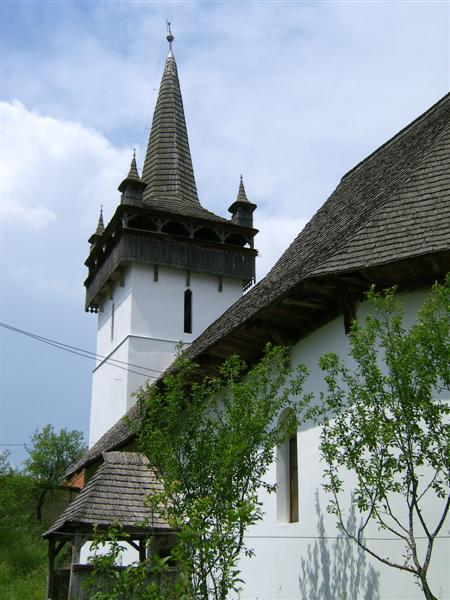
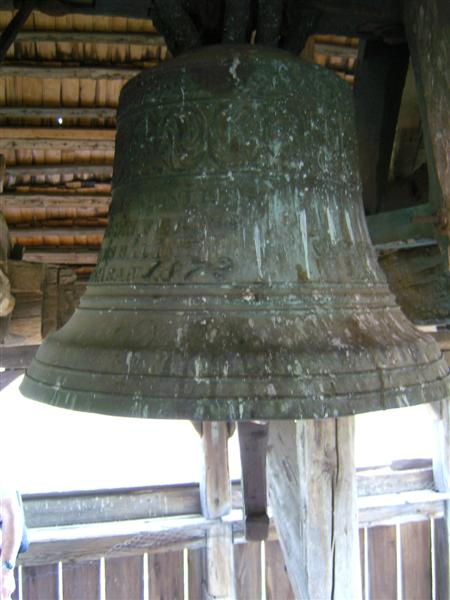
Clopotul din turn
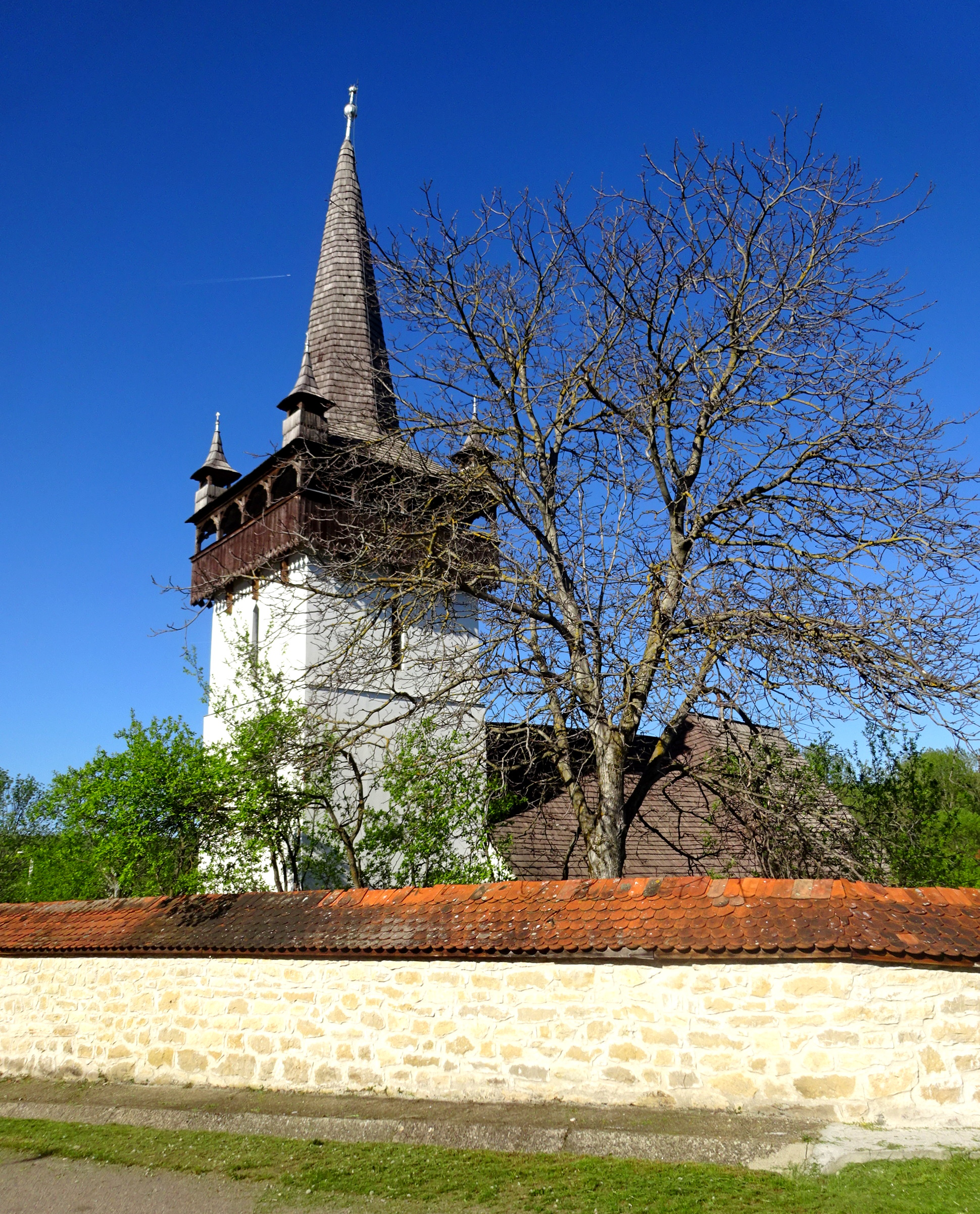
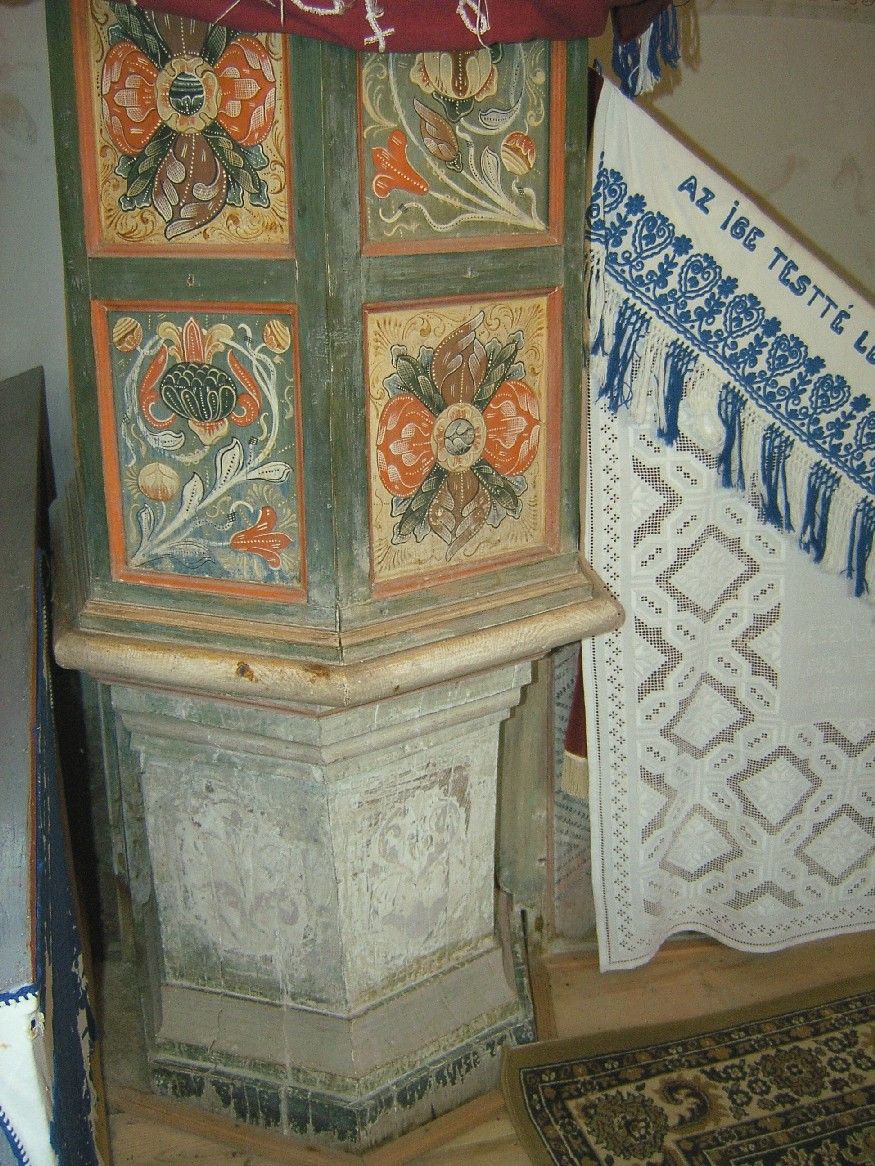
Amvonul
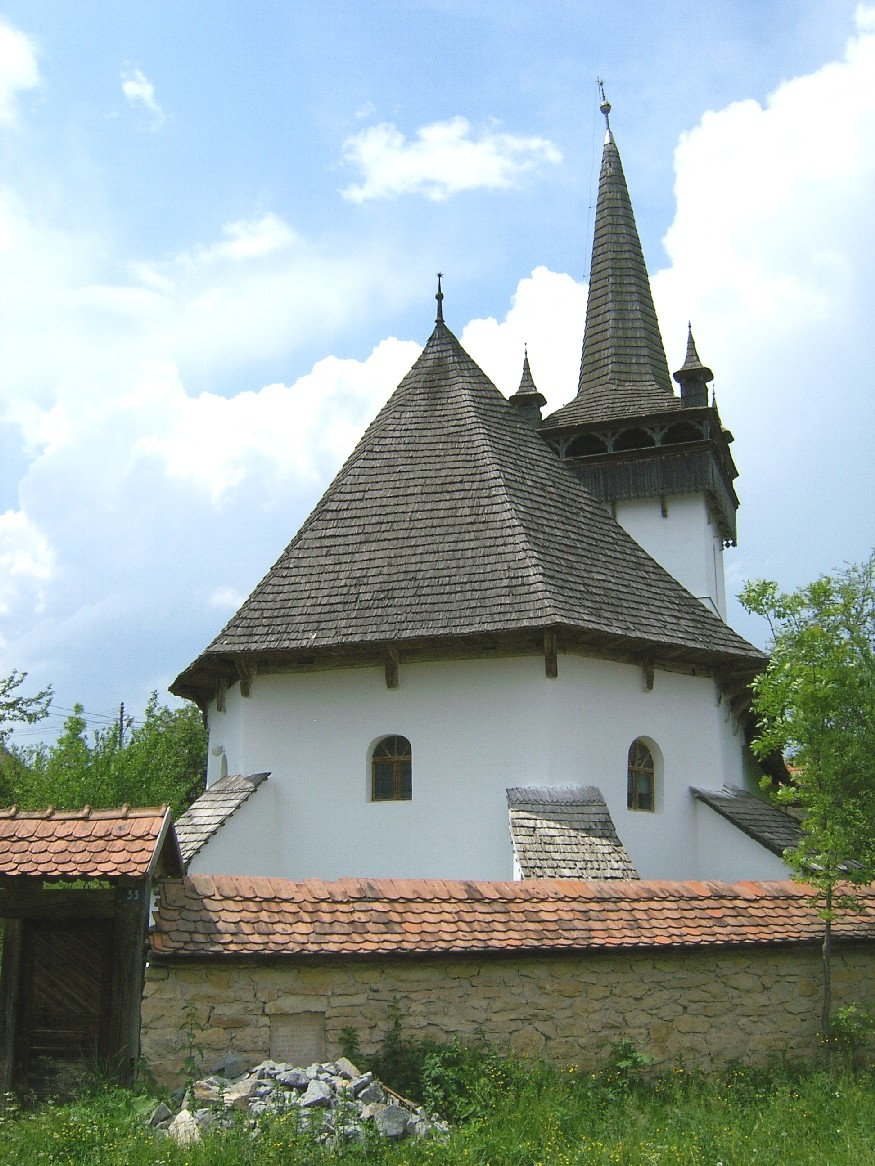
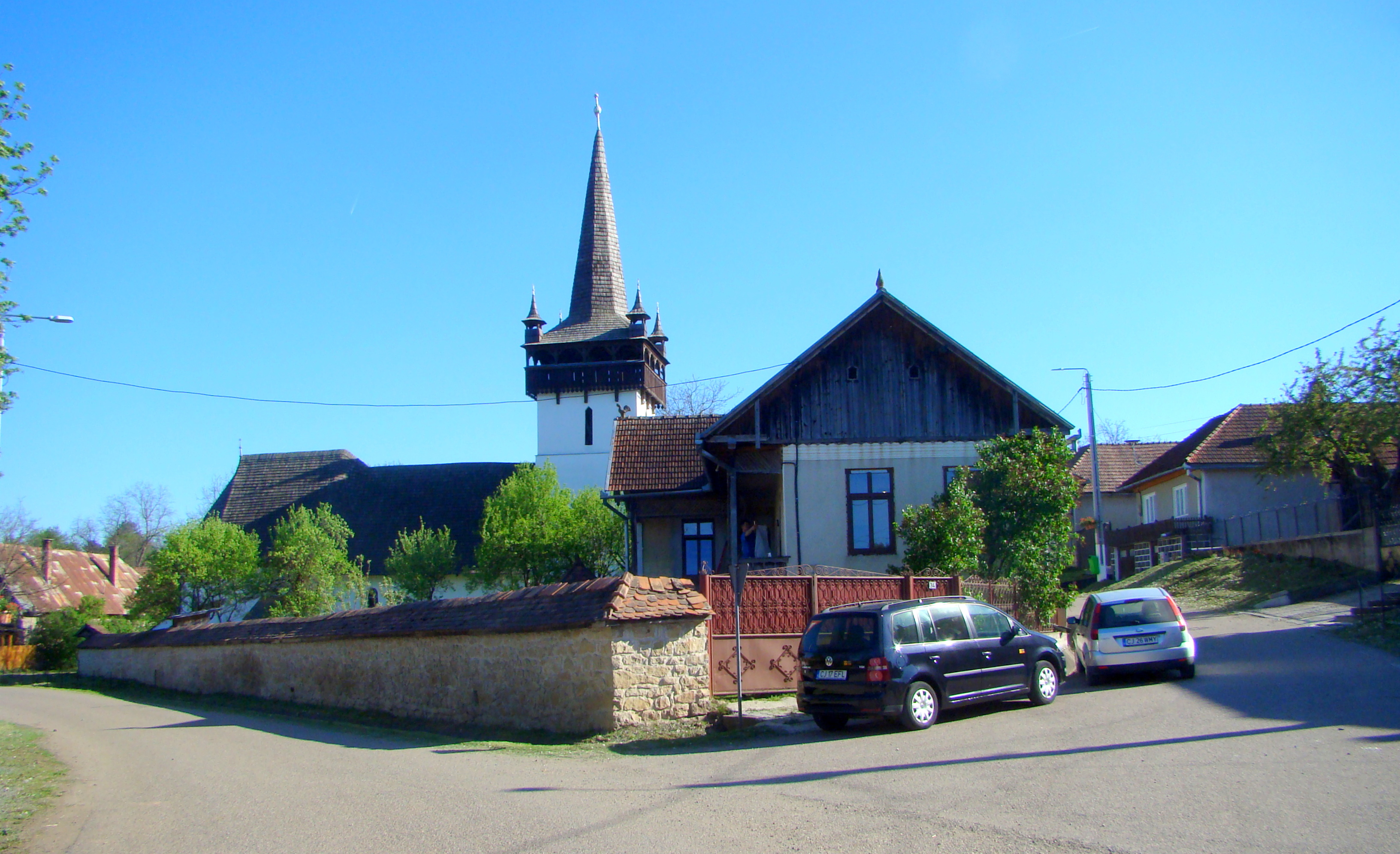
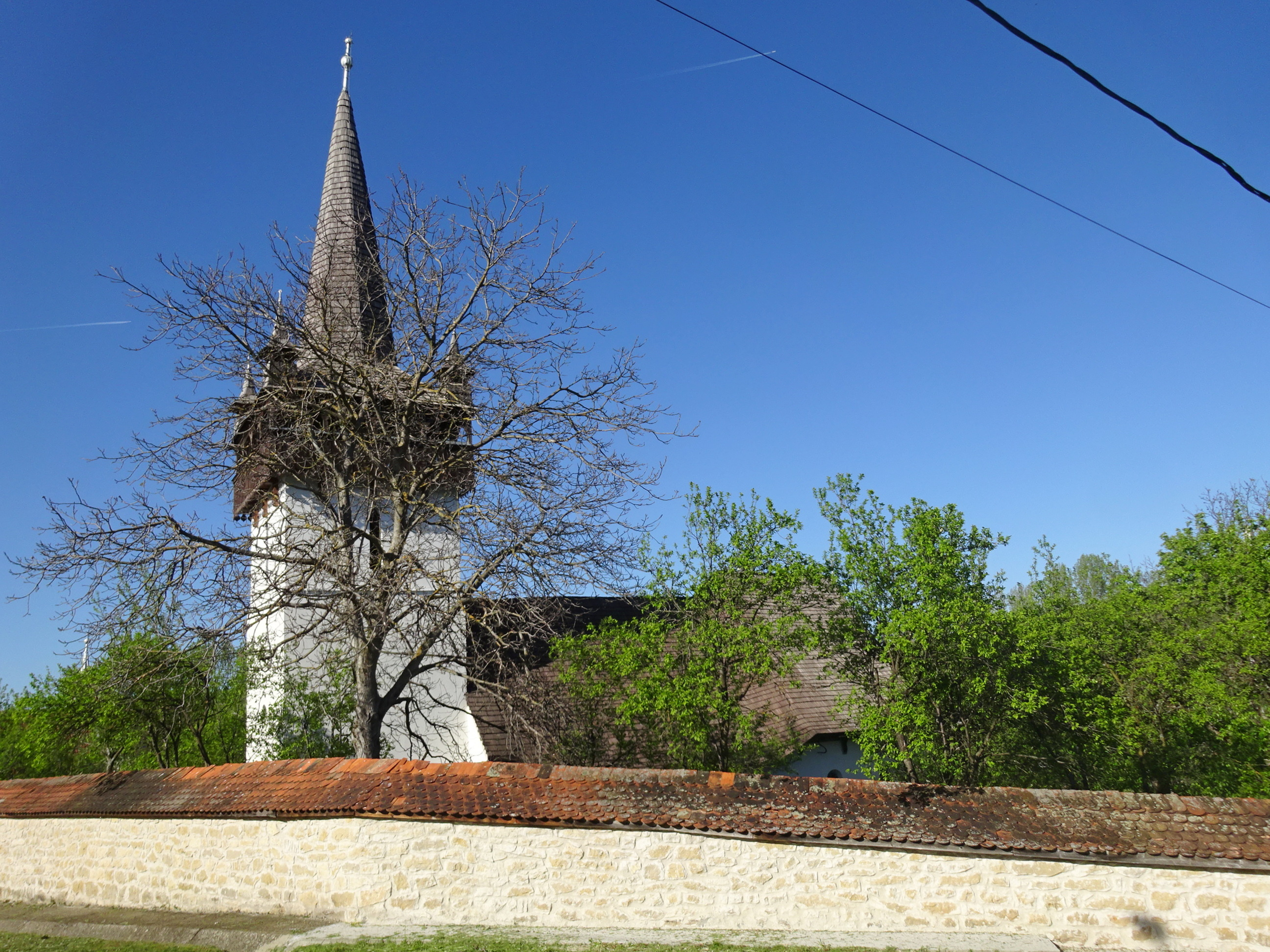
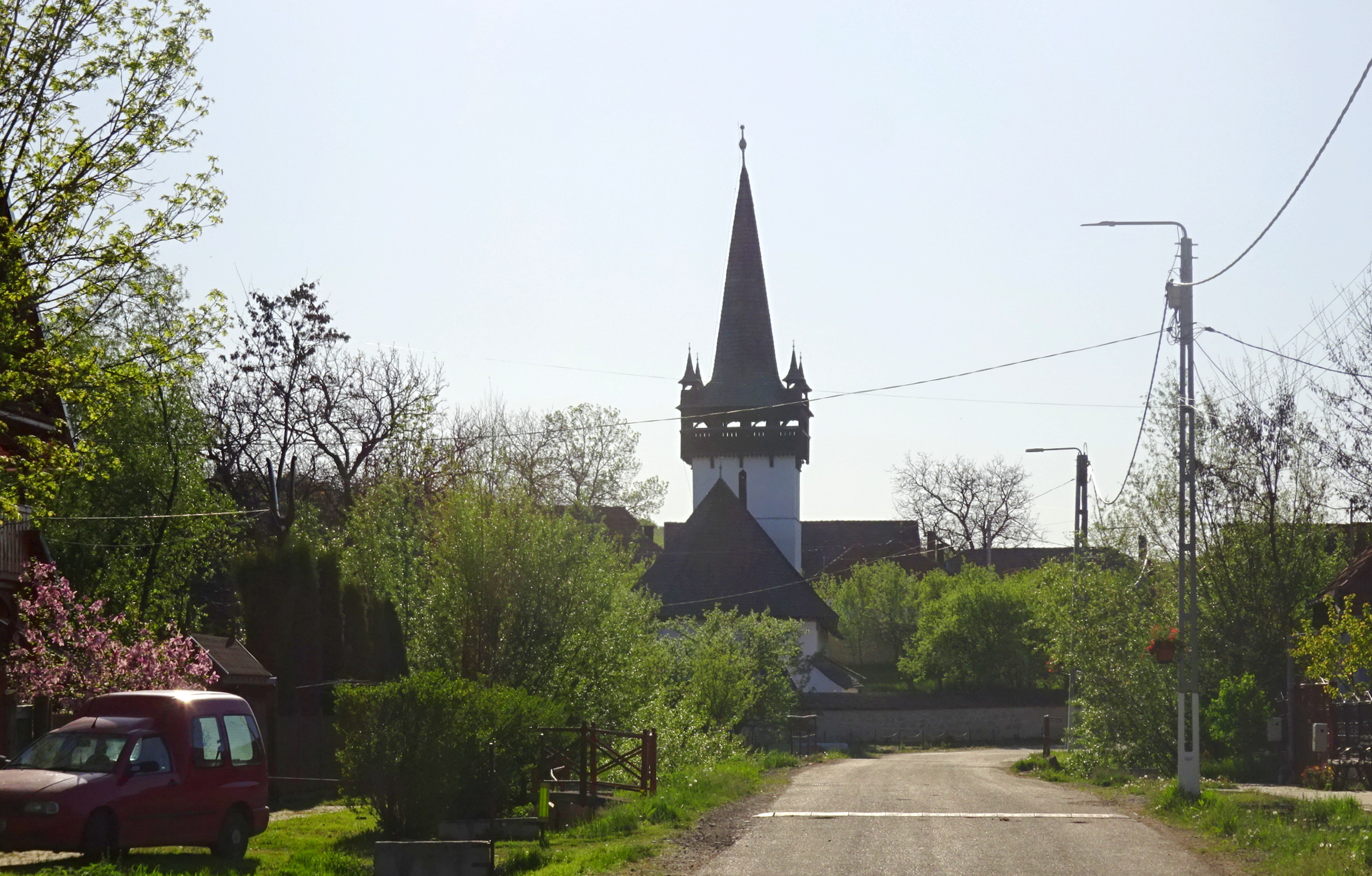
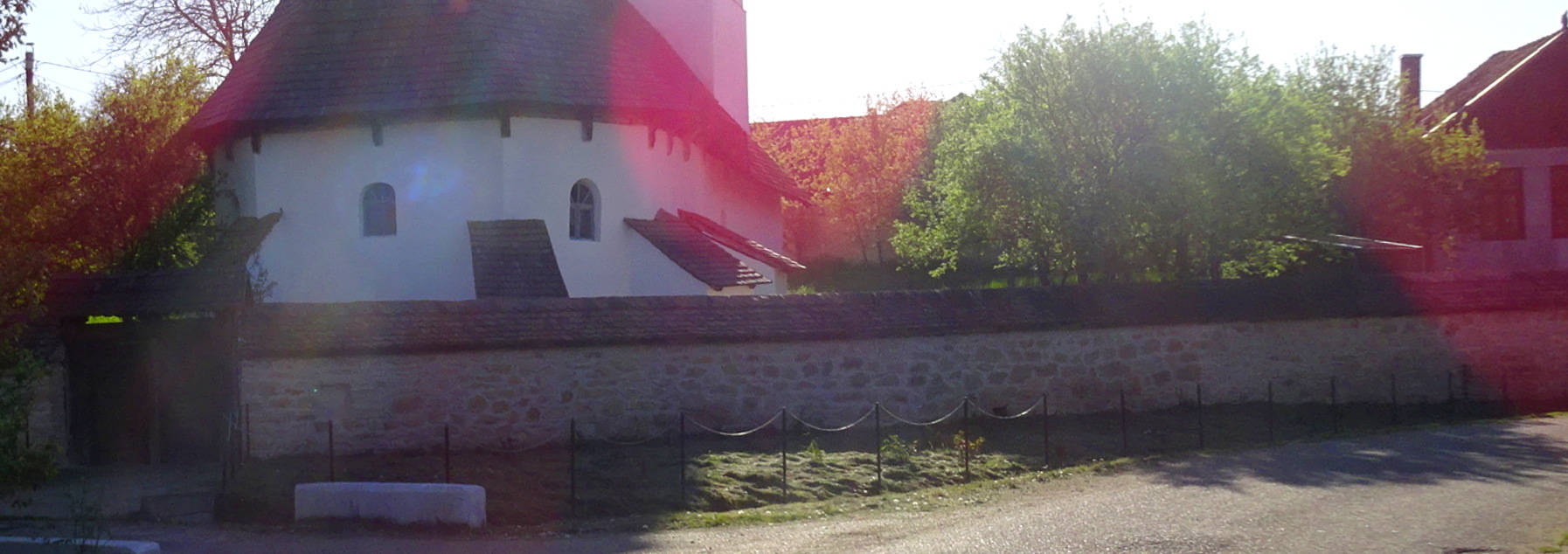